# Gmina Kuzma
Kuzma – gmina w Słowenii. W 2002 roku liczyła 1 683 mieszkańców.

## Miejscowości
Miejscowości wchodzące w skład gminy Kuzma:
- Dolič
- Gornji Slaveči
- Kuzma – siedziba gminy
- Matjaševci
- Trdkova